# O Barão
O Barão é um filme português de drama, mistério e terror, realizado por Edgar Pêra e baseado na obra homónima do escritor português Branquinho da Fonseca. É uma refilmagem neurogótica dum filme realizado durante a Segunda Guerra Mundial que foi proibido pelo regime salazarista.
O filme foi projetado no festival IndieLisboa a 10 de maio de 2011 e nos cinemas portugueses foi lançado a 20 de outubro de 2011.

## Elenco
- Nuno Melo como Barão
- Marcos Barbosa como Inspetor
- Leonor Keil como Idalina
- Marina Albuquerque como Professora
- Paula Só como Avó
- Vítor Correia
- Miguel Sermão
- Joana Loureiro
- Jorge Prendas como Mestre Alçada
- Rogério Rosa como Criado da Taberna

## Produção
No ano de 1943, durante a Segunda Guerra Mundial, a produtora estado-unidense Valerie Lewton chegou a Portugal e casou-se com um ator português que lhe mostrou a obra O Barão, escrito por Branquinho da Fonseca. Valerie Lewton viu na obra, a história ideal para um filme de terror, e secretamente, iniciou as filmagens numa fábrica do Barreiro.
Quando a PIDE soube da existência do filme, mandou destruir os negativos.
Em 2005, duas bobinas e o argumento do filme foram achados nos arquivos do Cineclube do Barreiro, o realizador Edgar Pêra decidiu fazer a refilmagem do filme original através delas. A rodagem do filme iniciou-se em setembro de 2009, na região de Barroso.

## Reconhecimentos
| Ano  | Prémios                      | Categorias                                                                  | Destinatários e nomeados       | Resultado | Ref(s)        |
| ---- | ---------------------------- | --------------------------------------------------------------------------- | ------------------------------ | --------- | ------------- |
| 2011 | IndieLisboa                  | Prémio AIP de Melhor Imagem para Longa-Metragem Portuguesa (Menção Honrosa) | Luís Branquinho                | Venceu    | [ 12 ] [ 13 ] |
| 2011 | Caminhos do Cinema Português | Melhor Argumento Adaptado                                                   | Luísa Costa Gomes e Edgar Pêra | Venceu    | [ 14 ] [ 15 ] |
| 2011 | Caminhos do Cinema Português | Melhor Fotografia                                                           | Luís Branquinho                | Venceu    | [ 14 ] [ 15 ] |
| 2011 | Caminhos do Cinema Português | Melhor Caracterização                                                       | Jorge Bragada                  | Venceu    | [ 14 ] [ 15 ] |
| 2011 | Caminhos do Cinema Português | Melhor Montagem                                                             | Tiago Antunes                  | Venceu    | [ 14 ] [ 15 ] |
| 2011 | Caminhos do Cinema Português | Melhor Longa-Metragem                                                       | Edgar Pêra                     | Indicado  | [ 14 ] [ 15 ] |
| 2012 | Globos de Ouro               | Melhor Ator                                                                 | Nuno Melo                      | Venceu    | [ 16 ] [ 17 ] |
| 2012 | Globos de Ouro               | Melhor Filme                                                                | Edgar Pêra                     | Indicado  | [ 16 ] [ 17 ] |
| 2012 | Prémio Autores               | Melhor Ator                                                                 | Nuno Melo                      | Venceu    | [ 18 ] [ 19 ] |
| 2012 | Prémio Autores               | Melhor Argumento                                                            | Luísa Costa Gomes e Edgar Pêra | Indicados | [ 18 ] [ 19 ] |
| 2012 | Prémios CinEuphoria          | Melhor Filme                                                                | Edgar Pêra e Ana Costa         | Venceu    | [ 20 ]        |
| 2012 | Prémios CinEuphoria          | Melhor Actor                                                                | Marcos Barbosa e Nuno Melo     | Venceu    | [ 20 ]        |
| 2012 | Prémios CinEuphoria          | Melhor Realizador                                                           | Edgar Pêra                     | Venceu    | [ 20 ]        |
| 2012 | Prémios CinEuphoria          | Melhor Fotografia                                                           | Luís Branquinho                | Venceu    | [ 20 ]        |
| 2012 | Prémios CinEuphoria          | Melhor Guarda-Roupa                                                         | Susana Abreu                   | Venceu    | [ 20 ]        |
| 2012 | Prémios CinEuphoria          | Melhor Montagem                                                             | João Gomes e Tiago Antunes     | Venceu    | [ 20 ]        |
| 2012 | Prémios CinEuphoria          | Melhor Trailer                                                              | O Barão                        | Venceu    | [ 20 ]        |
| 2012 | Prémios CinEuphoria          | TOP 10                                                                      | O Barão de Edgar Pêra          | Venceu    | [ 20 ]        |
| 2012 | Prémios CinEuphoria          | Melhor Actor (Prémios do Público)                                           | Nuno Melo                      | Venceu    | [ 20 ]        |
| 2012 | Prémios CinEuphoria          | TOP 10 (Prémios do Público)                                                 | O Barão de Edgar Pêra          | Venceu    | [ 20 ]        |
| 2012 | Prémios CinEuphoria          | Melhor Actor (Competição Internacional)                                     | Nuno Melo                      | Venceu    | [ 20 ]        |
| 2012 | Prémios CinEuphoria          | Melhor Fotografia (Competição Internacional)                                | Luís Branquinho                | Venceu    | [ 20 ]        |
| 2012 | Prémios CinEuphoria          | TOP 10 (Competição Internacional)                                           | O Barão de Edgar Pêra          | Venceu    | [ 20 ]        |